# Stimolazione manuale dei capezzoli

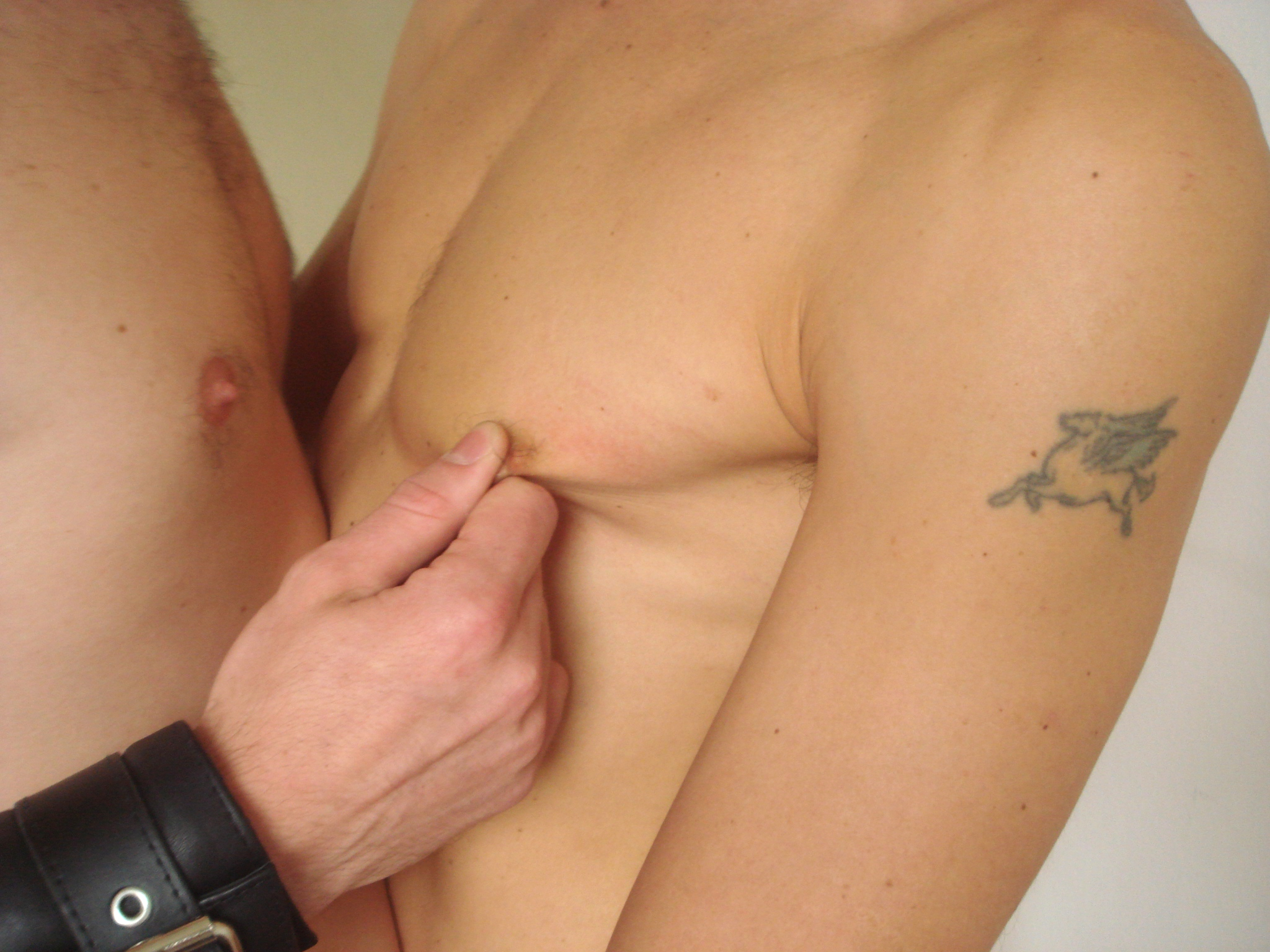
Stimolazione manuale dei capezzoli

La stimolazione manuale dei capezzoli è un'attività sessuale esclusivamente non penetrante in cui gli individui accentuano il loro piacere sfregando i loro capezzoli o toccandoli con le mani. Si può considerare un preliminare, quindi un'attività che viene effettuata prima del rapporto sessuale vero e proprio, ma può essere eseguita anche durante il rapporto per aumentare l'eccitazione.
Anche questa pratica, proprio come lo sfregamento orale dei capezzoli, non comporta il rischio di contrarre malattie sessualmente trasmissibile o infezioni. Ad alcuni partner potrebbe dare molto fastidio il momento in cui il capezzolo viene pizzicato con molta forza, mentre ad altri può accentuare il piacere sessuale.